# Vlag van Papoea-Nieuw-Guinea
De vlag van Papoea-Nieuw-Guinea werd aangenomen op 1 juli 1971, vier jaar voordat het land onafhankelijk werd van Australië.
De vlag werd ontworpen door Susan Karike, een leerling van een rooms-katholieke missieschool. Zij werd aangesproken door een comité dat de nationale vlag moest ontwerpen en daarvoor het land doorreisde. Dit comité kon overigens op weinig interesse rekenen.
De vlag bestaat uit twee driehoeken: een zwarte met de punt naar de linkeronderhoek en een rode met de punt naar de rechterbovenhoek. In de zwarte driehoek staat het sterrenbeeld Zuiderkruis afgebeeld, zoals in de vlaggen van Australië, Brazilië, Nieuw-Zeeland en Samoa. In de rode driehoek staat een oranjegeel silhouet van de Raggi's paradijsvogel.
Papoea-Nieuw-Guinea is ontstaan uit het Australische Papoea, waarvan een groot deel tot 1919 bij Duits Nieuw-Guinea hoorde als Keizer Wilhelmsland. De paradijsvogel in de vlag van Papoea-Nieuw-Guinea werd ook door de Duitsers gebruikt, terwijl de Australische invloed op de vlag zich in het sterrenbeeld betoont.

## Historische vlaggen
Tussen 1884 en 1889 vormde de noordelijke helft van het gebied het Duitse Schutzgebiet der Neu-Guinea-Kompagnie ("Protectoraat van de Nieuw-Guinea Compagnie"). In 1899 werd het gezag over het gebied overgeheveld naar de Duitse staat en werd de naam veranderd in Schutzgebiet Deutsch Neu-Guinea ("Protectoraat Nieuw-Guinea") of Keizer Wilhelmsland.
Het zuidelijke deel was tot 1906 Brits (Brits Nieuw-Guinea), daarna Australisch; bij deze overdracht veranderde het van naam en werd het Territorium Papoea. Tijdens de Eerste Wereldoorlog bezette Australië het noordelijke Keizer Wilhelmsland. Vanaf dan werd dit deel Territorium Nieuw-Guinea genoemd. In 1949 werden beide gebieden verenigd onder de naam Territory of Papua and New Guinea (Territorium Papoea en Nieuw-Guinea). In 1965 werd de naam Australian Trust Territory of Papua and New Guinea ("Australisch Mandaatgebied van Papoea en Nieuw-Guinea") en in 1975 zou het land dan onafhankelijk worden.
Vanwege de verschillende machthebbers en bestuursvormen, zijn er de afgelopen twaalf decennia zeven verschillende vlaggen in gebruik geweest, inclusief de huidige vlag. Een daarvan was de vlag van Australië, die tussen 1949 en 1965 in gebruik was.

Protectoraat van de Nieuw-Guinea Compagnie, 1884-1889
Keizer Wilhelmsland, 1889-1921
Australisch Territorium van Papoea, 1906-1949
Territorium van Papoea en Nieuw-Guinea, 1949-1965
Australisch Mandaatgebied van Papoea en Nieuw-Guinea, 1965-1970
Australisch Mandaatgebied van Papoea en Nieuw-Guinea, 1970-1971

## Vlag ter zee
De overheid en het leger van Papoea-Nieuw-Guinea gebruiken op zee een witte vlag met in het kanton de nationale vlag. Schepen die niet tot de overheid of het leger behoren, moeten de nationale vlag gebruiken (die dus ook de handelsvlag is).